# قلعه فرامرزی
قلعه فرامرزیه، روستایی از توابع بخش مرکزی شهرستان ملارد در استان تهران ایران است
در همسایگی روستای خوشنام 
متاسفانه این میراث ملی و تاریخی توسط شوراهای روستا تخریب و تبدیل به ساختمان شده است
در حال حاضر هیچ اثری از این قلعه تاریخی باقی نمانده 

## جمعیت
این روستا در دهستان ملارد شمالی قرار دارد و براساس سرشماری مرکز آمار ایران در سال ۱۳۹۵، جمعیت آن ۳٬۸۶۶ نفر (۱٬۱۶۱ خانوار) بوده‌است.